# Tokografia
Tokografia – zapis graficzny nasilenia skurczów macicy. Służy do oceny nieprawidłowości skurczów w drugiej połowie ciąży i monitorowania przebiegu porodu. Często jednocześnie zapisywana jest częstość pracy serca płodu (kardiotokografia).